# Sam Kieth
Sam Kieth, né le 11 janvier 1963 aux États-Unis, est un auteur américain de bande dessinée.

## Biographie
Sam Kieth, naît en 1963 aux États-Unis. Très tôt passionné de comics, il propose ses premières planches aux éditeurs dès l'âge de 17 ans. En 1983, il devient l'encreur de Matt Wagner sur la série Mage. Il travaille ensuite pour Marvel Comics où il dessine de nombreuses couvertures et des histoires de Wolverine dans le comics Marvel Comics Presents. En 1987, il participe à la création visuelle de Sandman imaginé et scénarisé par Neil Gaiman. Il quitte la série après cinq numéros. Ses œuvres suivantes sont plus personnelles comme Épicurus the sage qu'il dessine et scénarise en collaboration avec William Messner-Loebs. Toujours avec Messner-Loebs, il crée la série The Maxx publié par Image Comics de 1993 à 1998. Depuis l'arrêt de celle-ci il alterne travaux personnels comme Zero girl et Four Women et travaux pour DC (Lobo: Highway to Hell, Arkham Asylum: Madness) ou Marvel (Wolverine/Hulk). En 2013, il reçoit un Prix Inkpot.

## Œuvre

### Dark Horse Comics
- Aliens: Earth War #1-4 (1990)

### Image Comics
- Darker Image #1 (1993)
- The Maxx #1-35 (1993-1998)

### DC Comics
- Sandman #1-5 (1989)
- Batman Secrets #1-4 (2006)

### Comico Comics
- Justice Machine (1987)
- Mage (1985-1986)

### Piranha Press
- Epicurus the Sage #1-2 (1989-1991)

### Ankama Éditions
- Remington Arc #3 (2011-2012) (couleurs seulement)

### Documentation
- Philippe Touboul, « Kieth double la mise », BoDoï, no 36,‎ décembre 2000, p. 99.